# 1890 год в музыке

## События
- 9 сентября — премьера концертной увертюры «Фруассар» Эдуарда Элгара в Вустере
- 6 декабря — первая полноценная постановка оперы Гектора Берлиоза «Троянцы» в Карлсруэ, спустя 21 год после смерти композитора
- Шарль Мари Видор занимает должность, до этого занимаемую Сезаром Франком, и становится органистом в Парижской Высшей национальной консерватории музыки и танца
- Нью-йоркская фонографическая компания открывает первую студию звукозаписи[1]

## Классическая музыка
- Ферруччо Бузони — соната для скрипки № 1, опус 29
- Эрнест Шоссон — Симфония си-бемоль мажор, опус 20; песни из Шекспира, опус 28
- Антонин Дворжак — Реквием
- Александр Глазунов — Симфония № 3, опус 33
- Эдвард Ярнефельт — Лирическая увертюра
- Карл Нильсен — струнный квартет № 2 фа-минор
- Александр Скрябин — Романс
- Ян Сибелиус — квинтет для фортепиано соль-минор
- Иоганн Штраус — Rathausball-Tänze
- Сергей Танеев — струнный квартет № 1, опус 4

## Опера
- Тигран Чухаджян — «Земире»
- Николай Аркас — «Катерина»
- Александр Бородин — «Князь Игорь»
- Пётр Чайковский — «Пиковая дама»
- Пьетро Масканьи — «Сельская честь»

## Персоналии

### Родились
- 7 января — Антал Мольнар (ум. 1983) — венгерский музыковед, композитор, альтист и педагог
- 25 февраля — Майра Хесс (ум. 1965) — британская пианистка
- 27 февраля — Фредди Кеппард (ум. 1933) — американский джазовый корнетист, трубач и бэндлидер
- 12 марта — Эверт Тоб (ум. 1976) — шведский поэт, композитор и эстрадный певец
- 17 марта — Харольд Моррис[англ.] (ум. 1964) — американский пианист, композитор и педагог
- 20 марта
  - Беньямино Джильи (ум. 1957) — итальянский оперный певец (тенор) и киноактёр
  - Лауриц Мельхиор (ум. 1973) — датский оперный певец (тенор)
- 28 марта — Пол Уайтмен (ум. 1967) — американский бэндлидер и джазовый скрипач
- 17 апреля — Гасси Мюллер[англ.] (ум. 1965) — американский джазовый кларнетист
- 21 мая — Гарри Тирни[англ.] (ум. 1965) — американский композитор
- 6 июня — Тед Льюис (ум. 1971) — американский артист эстрады, бэндлидер и певец
- 26 июня — Джинн Иглс (ум. 1929) — американская певица и актриса
- 4 июля — Адам Солтыс (ум. 1968) — польский и украинский композитор, дирижёр и педагог
- 16 июля
  - Юозас Каросас (ум. 1981) — литовский композитор, дирижёр, органист и педагог
  - Мэйбл Уэйн[англ.] (ум. 1978) — американский автор песен
- 12 августа — Лиллиан Эванти (ум. 1967) — американская оперная певица (сопрано)
- 15 августа — Жак Ибер (ум. 1962) — французский композитор
- 28 августа — Айвор Герни (ум. 1937) — британский поэт и композитор
- 15 сентября — Франк Мартен (ум. 1974) — швейцарский композитор и пианист
- 26 сентября — Папанасам Сиван[англ.] (ум. 1973) — индийский композитор и певец
- 1 октября — Стэнли Холлоуэй (ум. 1982) — британский актёр и певец
- 9 октября — Самюэль Хоффенштейн (ум. 1947) — американский сценарист и композитор русского происхождения
- 13 октября — Йёста Нюстрём (ум. 1966) — шведский композитор, музыкальный критик, художник и педагог
- 20 октября — Джелли Ролл Мортон (ум. 1941) — американский джазовый пианист, композитор и руководитель оркестра
- 10 ноября — Михаил Бакалейников (ум. 1960) — американский режиссёр звукозаписи, композитор и дирижёр русского происхождения
- 14 ноября — Рэймонд Иган[англ.] (ум. 1952) — американский автор песен
- 8 декабря — Богуслав Мартину (ум. 1959) — чешский композитор и скрипач

### Скончались
- 8 января — Джорджо Ронкони (79) — итальянский оперный певец (баритон) и музыкальный педагог
- 17 января — Соломон Зульцер (85) — австрийский кантор и композитор
- 20 января — Франц Лахнер (86) — немецкий композитор и капельмейстер
- 29 января — Йохан Дидрик Беренс, норвежский композитор и дирижёр.
- 14 февраля — Вильгельм Фитценхаген (41) — немецкий виолончелист и музыкальный педагог
- 13 марта — Генри Уайлд[англ.] (67) — британский дирижёр, композитор, педагог и критик
- 16 апреля — Джон Барнетт[англ.] (87) — британский композитор и музыковед
- 6 мая — Юбер Леонар (71) — бельгийский скрипач и музыкальный педагог
- 28 мая — Виктор Эрнст Несслер (49) — французский и немецкий композитор
- 3 июня — Оскар Кольберг (76) — польский этнограф, фольклорист и композитор
- 30 июня — Сэмюел Паркман Такерман[англ.] (71) — американский композитор
- 15 августа — Франческо Д’Аркаис, итальянский композитор и музыкальный критик
- 7 октября — Джон Хилл Хьюитт[англ.] (89) — американский автор песен, драматург и поэт
- 17 октября — Проспер Филипп Катрин Сэнтон (77) — французский скрипач
- 28 октября — Александер Джон Эллис (76) — британский филолог-фонетист, педагог и музыкальный теоретик
- 8 ноября — Сезар Франк (67) — французский композитор и органист бельгийского происхождения
- 21 декабря — Нильс Гаде (73) — датский органист, скрипач и дирижёр
- без точной даты — Остап Вересай (86 или 87) — украинский кобзарь